# Biafra

Republika Biafra (igbosky Bịafra) byl státní útvar existující v letech 1967–1970 na jihovýchodě Nigérie, potlačený federálními jednotkami v nigerijské občanské válce. Nezávislá Biafra se rozkládala přibližně na území dnešních nigerijských států Edo, Rivers, Imo, Akwa Ibom, Cross River a Anambra.

## Historie

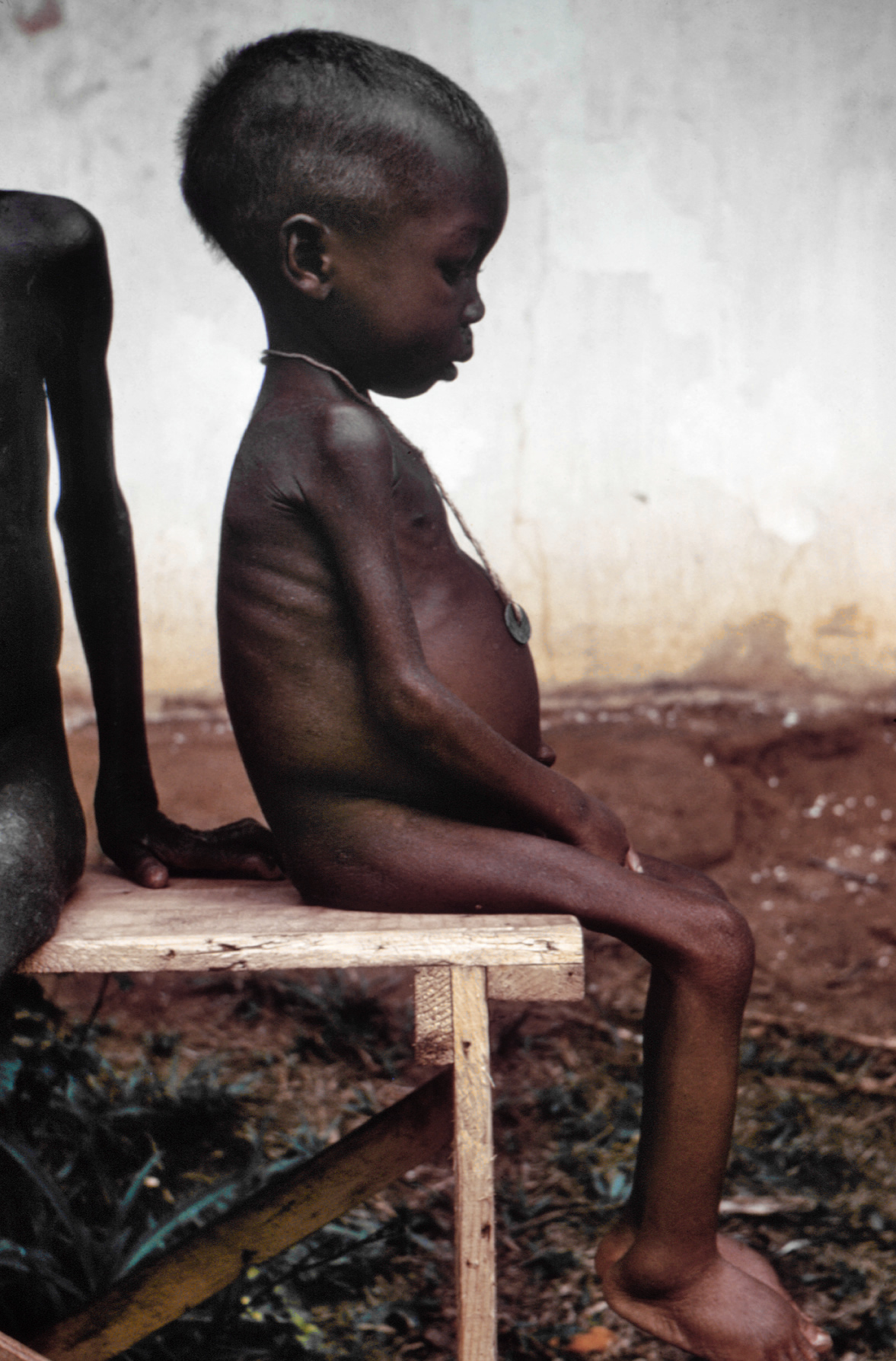
Dívka z Biafry trpící podvýživou v důsledku blokády ze strany Nigérie

Poté, co se důstojníci jednoho z hlavních nigerijských kmenů Igbo podíleli na vojenském převratu v lednu 1966, stávali se příslušníci kmene terčem pogromů a vyhlazování na základě náboženského vyznání. To byl jeden z důvodů (např. vedle ekonomických – ložiska ropy), proč podplukovník Chukwuemeka Odumegwu Ojukwu 30. května 1967 vyhlásil samostatnost jihovýchodních oblastí obývaných převážně Igby pod názvem Republika Biafra (podle přilehlého zálivu) s hlavním městem v Enugu. Nezávislost Biafry uznalo pouze několik vesměs afrických států, nicméně řada dalších poskytla Biafře materiální i vojenskou podporu (Francie, Portugalsko, Jižní Afrika). Naopak Spojené království a Sovětský svaz (se satelity) se angažovaly ve prospěch nigerijské vlády.
Následující válka byla vedena neobvykle velmi brutálním způsobem, počet obětí je odhadován až na několik milionů. Velký podíl na tom měl hladomor mezi Igby, vyvolaný odříznutím Biafry od zásobování, který byl světově medializován. Ze strany nigerijské armády bylo naprosto běžné ostřelování a bombardování nemocnic a zvláště křesťanských kostelů. Vojska separatistů kapitulovala 12. ledna 1970, prezident Ojukwu uprchl do Pobřeží slonoviny (vrátil se po amnestii roku 1980). Území Biafry bylo následně rozděleno do několika států federace a stejnojmenný záliv byl přejmenován (na „záliv Bonny“).
V současné době na území bývalé Republiky Biafra operuje nejednotné povstalecké Hnutí za obnovu svrchovaného státu Biafra (Movement for the Actualization of the Sovereign State of Biafra – MASSOB), jehož nejčastějšími aktivitami jsou demonstrace. Hnutí si stěžuje na agresi bezpečnostních složek. V květnu 2008 zveřejnilo seznam 2020 členů, kteří byli údajně zavražděni vládními silami v průběhu devíti let.
V roce 2006 se zformovalo také Biafarské sionistické hnutí (Biafra Zionist Movement – BZM), které se pokouší získat podporu Izraele. V roce 2012 oznámilo, že jeho cílem je v co nejkratší době vytvořit nezávislou Biafru. Stalo se tak nečekaně 5. listopadu během oslav 45. výročí vyhlášení Biafry. Den poté bylo shromáždění napadeno policií a přes 500 členů, včetně předsednictva, zadrženo a obviněno z vlastizrady.

## Přenesený význam
V roce 1968, kdy byl hladomor v Biafře živým tématem, použil francouzský spisovatel Louis Aragon spojení Biafra ducha pro Československo po srpnu 1968. Tento termín byl některými intelektuály používán do konce 20. století.